# Abbey Theatre
L'Abbey Theatre o National Theatre of Ireland è un teatro di Dublino, Irlanda. L'Abbey aprì per la prima volta le porte al pubblico il 27 dicembre 1904 e, nonostante la sua sede originaria venisse distrutta da un incendio nel 1951, esso continuò a rappresentare allestimenti teatrali fino ai giorni nostri con una cadenza più o meno costante. L'Abbey fu il primo teatro sovvenzionato con fondi statali nel mondo di lingua anglosassone e dal 1925 in poi esso riceve un sussidio annuale dalla Repubblica d'Irlanda.
Nei suoi primi anni di attività, il teatro ebbe stretti legami con gli autori del Celtic revival, e molti di essi furono coinvolti nella sua fondazione e nella rappresentazione delle loro opere sui palcoscenici del teatro. L'Abbey funse da palestra per molti importanti attori teatrali irlandesi del XX secolo. Oltre a ciò, grazie al suo ampio programma di tournée di spettacoli all'estero, soprattutto in Nord America, esso è diventato un'importante attrazione turistica dell'industria del turismo irlandese.

## Prima della fondazione
La fondazione dell'Abbey fu la risultante dell'unione di tre distinti elementi. Il primo di questi fu l'embrionale Irish Literary Theatre, fondato da Lady Gregory, Edward Martyn e W. B. Yeats nel 1899 - con l'aiuto di George Augustus Moore - che presentò un certo numero di rappresentazioni teatrali nell'Ancient Concert Rooms e nel Gaiety Theatre, riscuotendo un discreto successo di critica ma uno scarso afflusso di pubblico.
La seconda componente è rappresentata dall'opera dei due fratelli irlandesi, gli attori William Fay e Frank Fay. William lavorò per un certo periodo di tempo con una compagnia itinerante in Irlanda, Scozia e Galles mentre Frank era dedito principalmente nell'allestimento di spettacoli amatoriali a Dublino. Dopo il ritorno di William, i due fratelli iniziarono insieme la produzione di spettacoli teatrali in diverse sale cittadine. Infine fondarono la W. G. Fay's Irish National Dramatic Company, con l'intento di promuovere nuovi talenti teatrali irlandesi. Nell'aprile del 1902, i Fay diedero tre rappresentazioni dell'opera teatrale di George William Russell Deirdre e Cathleen Ní Houlihan di W.B. Yeats nella St Theresa's Hall, di Clarendon Street a Dublino. Questi spettacoli teatrali attirarono molti spettatori dalle classi lavoratrici e furono un grande successo anche grazie al fatto che Maud Gonne ne fu l'interprete principale.
La terza componente fu la presenza a Dublino di Annie Elizabeth Fredericka Horniman. Horniman era una donna appartenente alla classe media inglese con diverse esperienze in produzioni teatrali, avendo partecipato alla presentazione del lavoro di George Bernard Shaw Arms and the Man a Londra nel 1894. Ella venne a Dublino nel 1903 come segretaria di Yeats e per occuparsi della creazione dei costumi per la sua opera teatrale The King's Threshold. Fu grazie ai suoi investimenti finanziari che fu possibile la fondazione dell'Abbey Theatre.

## La fondazione dell'Abbey
Alla luce dei successi dell'avventura del St Theresa's Hall, venne fondata nel 1903 l'Irish National Theatre Society con Yeats come presidente, e come membri Lady Gregory, Martyn, e John Millington Synge. I fondi finanziari vennero forniti da Annie Horniman. Inizialmente le rappresentazioni vennero allestite alla Molesworth Hall. Quando il Hibernian Theatre of Varieties a Lower Abbey Street ed i palazzi adiacenti di Marlborough Street divennero disponibili a seguito dell'ordine di chiusura emanato per l'inagibilità degli stabili, Horniman e William Fay si accordarono per acquistare ed adeguare a norma il teatro ed entrare nella società teatrale. L'11 maggio 1904 la compagnia accettò formalmente l'offerta della Horniman di fare uso del teatro. Poiché la Horniman non viveva abitualmente in Irlanda, la necessaria Royal Letters Patent richiesta per aprire il teatro venne pagata da lei ma concessa in suo nome a Lady Gregory. William Fay venne nominato direttore del teatro e impresario, con l'incarico di formare i nuovi attori per il repertorio teatrale della compagnia.
Il fratello di Yeats, Jack Yeats venne incaricato di dipingere i ritratti dei membri della compagnia per il foyer del teatro mentre Sarah Purser disegnò alcune vetrate per lo stesso ambiente.
Il 27 dicembre, si alzò il sipario per il primo spettacolo. Esso consisteva di tre atti unici, On Baile's Strand e Cathleen Ní Houlihan di Yeats, e Spreading the News di Lady Gregory. La sera successiva In the Shadow of the Glen di Synge sostituì il secondo pezzo di Yeats.
Frank Fay, nel ruolo di Cúchulainn nel On Baile's Strand, fu il primo attore della compagnia dell'Abbey. Sebbene la Horniman avesse disegnato personalmente i costumi, né lei né Lady Gregory furono presenti alle prime rappresentazioni. La Horniman era infatti tornata in Inghilterra ed il suo successivo ruolo per gli anni seguenti all'interno dell'Abbey fu di organizzare le campagne pubblicitarie per la compagnia a Londra e nelle altre piazze inglesi. Nel 1905, Yeats, Lady Gregory e Synge decisero di trasformare la società proprietaria del teatro in una Limited Liability Company senza prima consultare la Horniman, che, dispiaciuta di questo comportamento, si accordò con Ben Iden Payne, il precedente proprietario dell'Abbey, per aiutarla a trovare un nuovo repertorio a Manchester.

## Gli anni iniziali

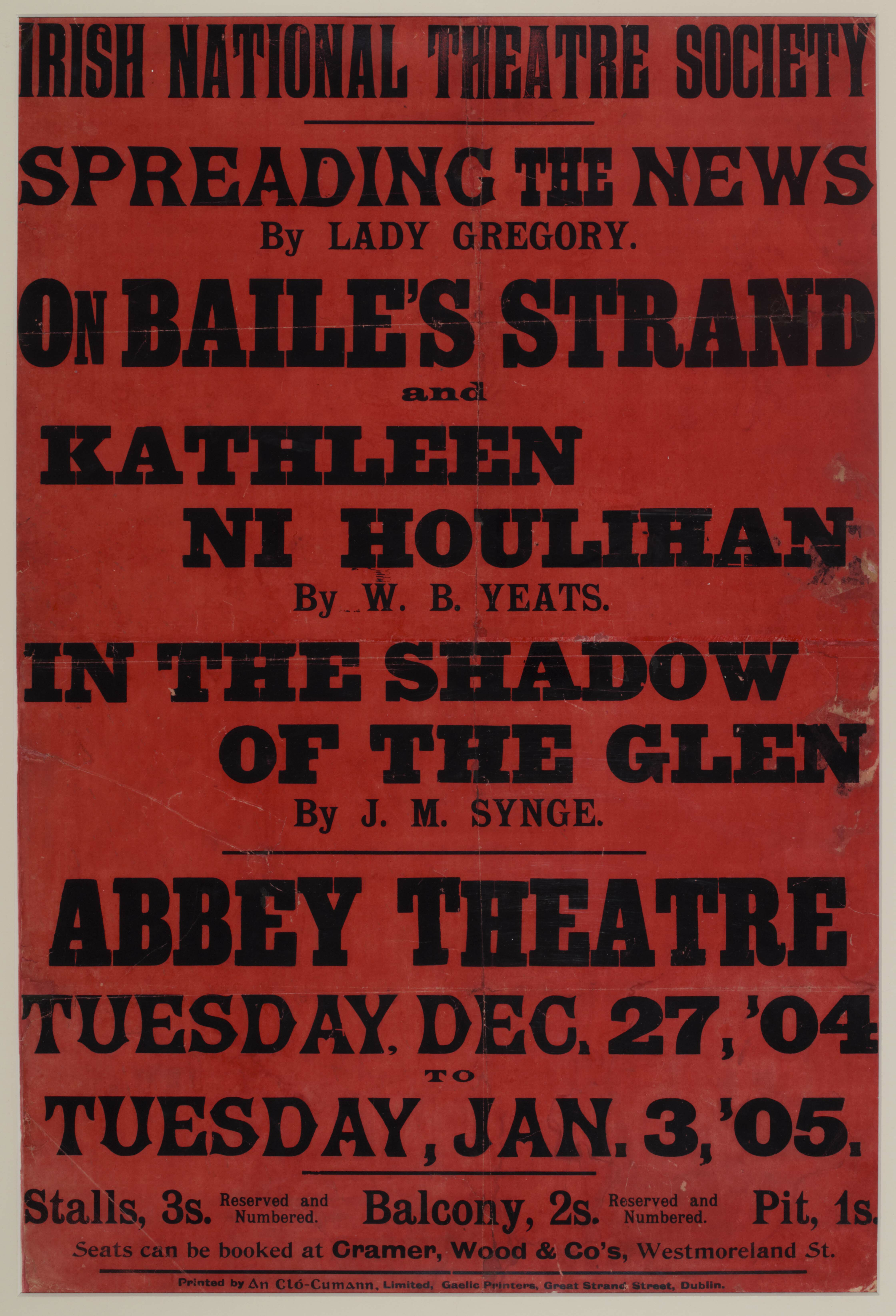
Locandina dell'Abbey Theatre

Il nuovo teatro raccolse subito un grande successo di pubblico, con spettacoli sempre affollati per gran parte degli allestimenti teatrali. La sua fortuna si trovava anche nell'avere in Synge, uno dei più importanti drammaturghi dell'epoca in lingua inglese. Il teatro annoverò rappresentazioni prese dai più importanti autori dell'epoca, o di autori che ben presto lo sarebbero stati, quali Yeats, Lady Gregory, Moore, Martyn, Padraic Colum, Oliver St John Gogarty, F. R. Higgins, Thomas MacDonagh, (uno dei leader dell'Easter Rising del 1916), T. C. Murray e Lennox Robinson. Molti di questi autori entrarono a far parte integrante della compagnia con il risultato che l'Abbey ottenne una durevole reputazione come compagnia con i più importanti autori teatrali irlandesi.
Tuttavia la buona fortuna cominciò a mutare in peggio nel gennaio del 1907 con gli incidenti occorsi alla rappresentazione dell'allestimento dall'opera di Synge The Playboy of the Western World. Istigata dal nazionalismo irlandese secondo il quale il teatro non era sufficientemente politicizzato, gran parte della platea si alzò iniziando a protestare contro gli attori in scena. L'ira dei nazionalisti fu ancor più sobillata dal fatto che i proprietari del teatro chiamarono la polizia per sedare i disordini. Sebbene sia la stampa che l'opinione pubblica si mostrassero contrari ai responsabili dei disordini (ora noti nella storia irlandese come Playboy Riots), l'Abbey subì un duro colpo e il successivo allestimento di Synge (ed anche l'ultimo) The Tinker's Wedding (1908) non venne più messo in scena per timore di altri sommovimenti di protesta.
In quello stesso anno, i fratelli Fay smisero di collaborare con l'Abbey ed emigrarono negli Stati Uniti lasciando così la responsabilità della conduzione del teatro a Lennox Robinson. Il 7 maggio 1910, quando tutti gli altri teatri della città vennero chiusi per rispetto della morte di Edoardo VII d'Inghilterra, Robinson tenne aperto l'Abbey. Questa scelta comportò ulteriori dissapori tra i responsabili dell'Abbey e Annie Horniman che decise di allontanarsi definitivamente dopo aver investito circa 10.350 sterline nel progetto dell'Abbey.
Con la perdita del sostegno economico della Horniman, di Synge e dei Fay, le sorti dell'Abbey sotto la conduzione di Robinson portarono presto a grossi insuccessi di botteghino e ad una pesante perdita d'interesse da parte del pubblico. Questa tendenza si arrestò solo grazie all'emergere di Sean O'Casey come erede di Synge. La carriera di O'Casey come drammaturgo iniziò con The Shadow of a Gunman, rappresentato all'Abbey nel 1923. Questo primo successo fu seguito da Juno and the Paycock (1924) e The Plough and the Stars (1926). Quest'ultima rappresentazione scatenò ulteriori disordini simili a quelli causati nove anni prima. Ancora una volta, preoccupati dalle reazioni del pubblico, i responsabili dell'Abbey rifiutarono le successive proposte di O'Casey che presto dovette abbandonare la sua collaborazione con il teatro.

## L'Abbey dopo Yeats
Nel 1924, Yeats e Lady Gregory offrirono l'Abbey al governo della Libera Irlanda come dono per il popolo irlandese. Nonostante una iniziale riluttanza da parte del Dipartimento delle finanze irlandese, l'offerta venne infine accettata soprattutto per i meriti del teatro nel rappresentare e produrre opere in lingua irlandese. Come conseguenza di ciò, nel 1925 vennero fondate l'Abbey School of Acting e l'Abbey School of Ballet. Quest'ultima, che chiuse le attività nel 1933, venne tenuta da Ninette de Valois, che fornì diverse coreografie per le rappresentazioni teatrali di Yeats.
Sempre durante lo stesso periodo vennero aggiunti spazi addizionali e un piccolo teatro sperimentale, the Peacock, che dipendeva dal teatro principale. Nel 1928 Hilton Edwards e Micheál MacLiammoir fondarono il Gate Theatre, facendo uso inizialmente del Peacock per mettere in scena importanti lavori di drammaturghi americani ed europei. Il Gate cercò di scritturare nuovi autori teatrali ma l'Abbey era ormai entrato in un periodo di decadenza dal punto di vista artistico. Quando Denis Johnston presentò la sua opera prima Shadowdance all'Abbey, essa venne rifiutata da Lady Gregory e inviata all'autore con sopra la nota scritta a mano La Vecchia ha detto no sulla pagina iniziale del manoscritto. Johnson decise di dare un titolo diverso all'opera proprio usando le parole della nota, fu così che nel 1928 nel Peacock venne rappresentata la prima di The Old Lady Says 'No' .
La tradizione dell'Abbey come teatro di scrittori sopravvisse anche dopo il ritiro di Yeats. Ad esempio Frank O'Connor sedette sulla poltrona di direttore dal 1935 al 1939, e produsse due opere teatrali durante il medesimo periodo. Sfortunatamente venne costretto a rassegnare le dimissioni dopo la morte di Yeats. Durante gli anni quaranta e i cinquanta il teatro subì una grave decadenza, continuando a subire una mancanza di spettatori sempre maggiore.
Questo declino sarebbe stato molto più drammatico se non fosse stato per il merito di importanti attori, come F. J. McCormick, e di noti drammaturghi, come George Shiels, che continuarono a contribuire al suo mantenimento.
Un altro responsabile dell'Abbey fu il poeta Austin Clarke e la sua Dublin Verse Speaking Society, che in seguito si sarebbe trasformata nel Lyric Theatre, il quale collaborò per il Peacock dal 1941 al 1944 e per l'Abbey dal 1944 al 1951.
Il 18 luglio 1951 l'edificio del teatro venne distrutto da un incendio e sopravvisse solo il Peacock. La compagnia affittò così il vecchio Queen's Theatre in settembre e continuò ad utilizzare lo stabile come sede provvisoria fino al 1966.
Il Queen's era appartenuto in precedenza al gruppo teatrale Happy Gang, un gruppo di commedianti che rappresenta farse e pantomime per grandi platee e, da un certo punto di vista, con la loro serie di commedie popolari, i nuovi tenutari dello stabile non fecero altro che continuare la linea del vecchio gruppo. È indicativo delle ambizioni dell'Abbey a quel tempo il fatto che due dei più grandi drammaturghi irlandesi di quel periodo, Brendan Behan e Samuel Beckett, ebbero lì i loro primi esordi. Nel febbraio del 1961 le macerie dell'Abbey vennero definitivamente rimosse per la sua ricostruzione, dietro un progetto dell'architetto irlandese Michael Scott, ed iniziarono il 3 settembre 1963, con la posa della prima pietra da parte del Presidente della Repubblica, Éamon de Valera. L'Abbey riaprì il palcoscenico il 18 luglio 1966.

## L'Abbey dal 1966
La congiunzione di un nuovo stabile, con una nuova generazione di drammaturghi che comprendeva figure come Hugh Leonard, Brian Friel e Tom Murphy, e la crescita del turismo in Irlanda con il National Theatre come attrazione chiave della cultura aiutò a promuovere un revival delle fortune dell'Abbey. Un aiuto ulteriore venne dalla continua partecipazione al Dublin Theatre Festival, che vide la prima manifestazione nel 1957.
Opere teatrali come Philadelphia Here I Come (1964),The Faith Healer (1979) e Dancing at Lughnasa (1990), di Friel, e Da (1973) e A Life (1980) di Leonard aiutarono la rinascita dell'Abbey e del suo profilo internazionale anche grazie agli allestimenti nel West End theatre di Londra e in diversi teatri di Broadway.
L'insorgere di un indebitamento di circa 2,5 milioni di euro e la riduzione del contributo statale, insieme a un piano di recupero che prevedeva il licenziamento di circa un terzo dei dipendenti del teatro, portarono alle dimissioni del direttore artistico dell'Abbey Ben Barnes. Il 14 settembre, l'Arts Council of Ireland annunciò lo studio di un piano indipendente per supportare il teatro in questo periodo di crisi. Nel dicembre del 2004, il teatro celebrò il suo centenario con una serie di eventi, compresa la rappresentazione di alcuni programmi originali di gruppi teatrali non professionisti e amatoriali provenienti da tutto il paese.
Il 12 maggio 2005 Barnes e il Direttore Brian Jackson dettero le loro dimissioni dopo la scoperta di un grave errore nella contabilità del teatro risultante in un deficit di circa 1,85 milioni di euro.
Il 20 agosto 2005, l'Abbey Theatre Advisory Council un piano secondo il quale la proprietaria dell'Abbey, la National Theatre Society, si sarebbe sciolta in favore di una società a responsabilità limitata, ovvero l'Abbey Theatre Limited.